# 牟礼 (三鷹市)
牟礼（むれ）は、東京都三鷹市の町名。現行行政地名は牟礼一丁目から牟礼七丁目。住居表示実施済み区域である。郵便番号は181-0002。

## 地理
市東部に位置する。武蔵野台地にあり、地域は玉川上水の流れに接している。
地域の北部は井の頭、御殿山に接する。西部は、下連雀に接する。南部は北野、新川、世田谷区北烏山、東部は、杉並区久我山に接する。

### 河川
玉川上水

### 概要
地域の多くは住宅地である。20世紀半ばの三鷹市の人口急増期の象徴でもあった牟礼団地があり、関東初の公団住宅として三鷹市史でも取り上げられるが、現在は建て替えられている。能美防災などの企業が事業所を設けている。
幹線道路は、人見街道、連雀通りなどが通る。東部に東京外環自動車道が建設中となっている。

### 地価
住宅地の地価は、2025年（令和7年）1月1日の公示地価によれば、牟礼1-9-9の地点で41万0000円/m2となっている。

## 歴史
歴史的には、北多摩郡牟礼村であり、隣接する井の頭にも含まれる部分があった。その後、三鷹村を経て三鷹市に編入されて現在に至る。また、昭和20年代に発生した牟礼事件の舞台として知られている。

## 世帯数と人口
2025年（令和7年）1月1日現在の世帯数と人口は以下の通りである。
| 丁目       | 世帯数     | 人口     |
| ---------- | ---------- | -------- |
| 牟礼一丁目 | 1,205世帯  | 2,288人  |
| 牟礼二丁目 | 2,058世帯  | 3,822人  |
| 牟礼三丁目 | 1,110世帯  | 2,356人  |
| 牟礼四丁目 | 1,606世帯  | 3,354人  |
| 牟礼五丁目 | 1,366世帯  | 2,721人  |
| 牟礼六丁目 | 2,944世帯  | 6,485人  |
| 牟礼七丁目 | 893世帯    | 1,807人  |
| 計         | 11,182世帯 | 22,883人 |

## 小・中学校の学区
市立小・中学校に通う場合、学区は以下の通りとなる
| 丁目       | 番地                                 | 小学校             | 中学校             |
| ---------- | ------------------------------------ | ------------------ | ------------------ |
| 牟礼一丁目 | 全域                                 | 三鷹市立北野小学校 | 三鷹市立第六中学校 |
| 牟礼二丁目 | 3番 14番三鷹台団地1～11号棟 15～18番 | 三鷹市立北野小学校 | 三鷹市立第六中学校 |
| 牟礼二丁目 | その他                               | 三鷹市立高山小学校 | 三鷹市立第三中学校 |
| 牟礼三丁目 | 全域                                 | 三鷹市立高山小学校 | 三鷹市立第三中学校 |
| 牟礼四丁目 | 全域                                 | 三鷹市立高山小学校 | 三鷹市立第三中学校 |
| 牟礼五丁目 | 9番～14番                            | 三鷹市立高山小学校 | 三鷹市立第三中学校 |
| 牟礼五丁目 | その他                               | 三鷹市立北野小学校 | 三鷹市立第六中学校 |
| 牟礼六丁目 | 1～24番                              | 三鷹市立高山小学校 | 三鷹市立第三中学校 |
| 牟礼六丁目 | その他                               | 三鷹市立第一小学校 | 三鷹市立第六中学校 |
| 牟礼七丁目 | 全域                                 | 三鷹市立第一小学校 | 三鷹市立第六中学校 |

## 交通

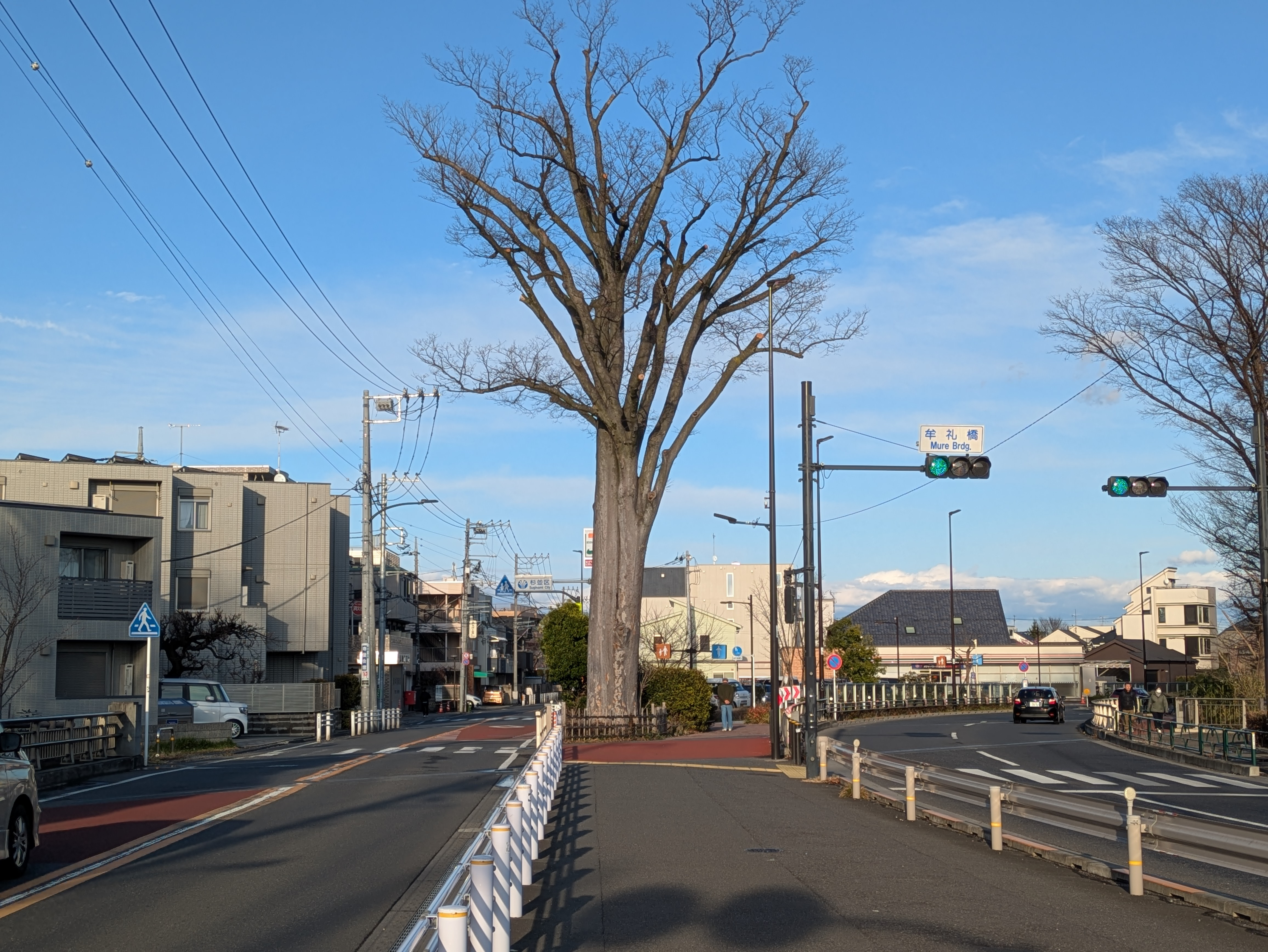
牟礼橋(人見街道・東八道路)

### 鉄道
鉄道空白地帯となり町域内に鉄道駅はない。
| 隣接する街区の駅                                                                                 | バス移動により利用可能な駅                                                                                              |
| ------------------------------------------------------------------------------------------------ | --- |
| 京王井の頭線 - 井の頭公園駅(IN 16) 京王井の頭線 - 三鷹台駅(IN 15) 京王井の頭線 - 久我山駅(IN 14) | JR中央線 JR中央・総武線各駅停車 京王井の頭線 - 吉祥寺駅(JC 11)(JB 02)(IN 17) 京王線 - 千歳烏山駅(KO 12) - 仙川駅(KO 13) |

### バス
- 小田急バス吉祥寺営業所
- 小田急バス武蔵境営業所

…が周辺の路線を運行している。

### 道路
- 東八道路
- 人見街道
- 東京都道134号恋ヶ窪新田三鷹線